# Nyeri County
Nyeri is een van de 47 counties van Kenya en heeft 759.164 inwoners (bevolkingstelling 2019) en heeft een bevolkingsdichtheid van 226 inw/km². Ongeveer 13,7% van de bevolking leeft onder de armoedegrens en ongeveer 30,0% heeft beschikking over elektriciteit.
Het district ligt aan de zuidwest kant van Mount Kenia. De lokale bevolking bestaat vooral uit Kikuyu. Hoofdplaats is Nyeri.